# Ventalló
Ventalló è un comune spagnolo di 619 abitanti situato nella comunità autonoma della Catalogna.